# Lamprotes polydamia
Lamprotes polydamia är en fjärilsart som beskrevs av Pieter Cramer. Lamprotes polydamia ingår i släktet Lamprotes och familjen nattflyn. Inga underarter finns listade i Catalogue of Life.